# Luge als Jocs Olímpics d'hivern de 2018
Als Jocs Olímpics d'Hivern de 2018, que se celebraren a la ciutat de Pyeongchang (Corea del Sud), es disputaren quatre proves de luge, dues en categoria masculina i una en categoria femenina i una de mixta. Les proves se celebraran entre el 10 i el 15 de febrer de 2018.

## Qualificacions
Un màxim de 110 atletes poden competir en els jocs. La qualificació es basa en la classificació mundial obtinguda entre l'1 de novembre i el 31 de desembre.

## Horari de competició
Aquest és el calendari de les proves.
 Tots els horaris són en (UTC+9).
| Data         | Hora        | Prova                           |
| ------------ | ----------- | ------------------------------- |
| 10 de febrer | 19:10-22:45 | Homes individuals, curses 1 i 2 |
| 11 de febrer | 18:50-22:45 | Homes individuals, curses 3 i 4 |
| 12 de febrer | 19:50-22:45 | Dones individuals, curses 1 i 2 |
| 13 de febrer | 19:30-22:45 | Dones individuals, curses 3 i 4 |
| 14 de febrer | 20:20-22:45 | Dobles, curses 1 i 2            |
| 15 de febrer | 21:30-22:45 | Equips mixtos                   |

## Medaller
| Pos.  | País         | Or | Plata | Bronze | Total |
| 1     | Alemanya     | 3  | 1     | 2      | 6     |
| 2     | Àustria      | 1  | 1     | 1      | 3     |
| 3     | Canadà       | 0  | 1     | 1      | 2     |
| 4     | Estats Units | 0  | 1     | 0      | 1     |
| Total | Total        | 4  | 4     | 4      | 12    |

## Medallistes

### Homes
| Prova              | Or                                  | Plata                               | Bronze                                 |
| Individual detalls | David Gleirscher                    | Chris Mazdzer                       | Johannes Ludwig                        |
| Dobles detalls     | Alemanya Tobias Wendl · Tobias Arlt | Àustria Peter Penz · Georg Fischler | Alemanya Toni Eggert · Sascha Benecken |

### Dones
| Prova              | Or                   | Plata            | Bronze     |
| Individual detalls | Natalie Geisenberger | Dajana Eitberger | Alex Gough |

### Mixtes
| Prova          | Or                                                                           | Plata                                                            | Bronze                                                                  |
| Equips detalls | Alemanya Natalie Geisenberger · Johannes Ludwig · Tobias Wendl · Tobias Arlt | Canadà Alex Gough · Samuel Edney · Tristan Walker · Justin Snith | Àustria Madeleine Egle · David Gleirscher · Peter Penz · Georg Fischler |